# Georg Hofmann (Politiker, 1798)
Georg Hofmann (* 23. Januar 1798 in Hochheim am Main; † 17. November 1853 ebenda) war Kaufmann, Gutsbesitzer und Ratsherr in Hochheim. Er war zudem ein Vertreter der Demokratiebewegung im Herzogtum Nassau.

## Leben
Georg Hofmann wurde 1798 als Sohn des Hochheimer Ratsherrn Christian Hofmann (1759–1813) und dessen Frau Marianne Endlich geboren. Er besuchte das katholische Gymnasium Fridericianum im Dominikanerkloster Frankfurt am Main, an dem sein Taufpate Georgius Hofmann als Priester und Lehrer tätig war. 1820 verstarb seine Mutter und Georg Hofmann übernahm im Alter von 21 Jahren die elterlichen Geschäfte. 1822 heiratete er die Frankfurterin Maria Josefa Busch (1796–1851). Aus der Ehe gingen vier Kinder hervor.
1822 wurde Georg Hofmann in den Stadtvorstand gewählt, allerdings wurde ihm der Sitz verweigert und stattdessen ein weniger demokratisch gesonnener Mann benannt. „In einem Beschwerdebrief erteilte er dem Stadtdirektor eine gehörige Nachhilfelektion in Sachen Demokratie. Man befinde sich auf einem großen Irrweg, wenn man die Wünsche einer ganzen Gemeinde, die so vorteilhaft von ihm dachte und ihm mit der Wahl das Vertrauen aussprach, nicht erfülle, schrieb er […]“ Es wurde zwar eine erneute Wahl angeordnet, Georg Hofmann aber nicht als Kandidat zugelassen. Erst 1828 konnte er erneut kandidieren, wurde gewählt und hatte das Amt des Stadtvorstehers bis 1839 inne.
1829 wurde Georg Hofmann als Mitglied der „Wahlversammlung und Wahlkandidaten“ für das Amt Hochheim benannt. Er kandidierte für die Wahlen zur Deputiertenkammer, die im Frühjahr 1832 stattfanden und wurde in der Gruppe der Grundbesitzer im Wahlkreis Wiesbaden gewählt. Zwischen der Deputiertenkammer und dem Herzog kam es zum Machtkampf, als dieser den Landtag um weitere Sitze für Adlige erweiterte (ein Pairsschub), um so Entscheidungen in seinem Sinne herbeizuführen. 1832 schlossen sich 15 der 22 Deputierten, unter ihnen Georg Hofmann, zusammen und beschlossen, „[…] erst dann wieder an einer Landtagssitzung teilzunehmen, wenn die verfassungswidrig vermehrte Herrenbank ‚in den früheren verfassungsmäßigen Stand‘ zurückgeführt wird. Sie rechneten damit, dass der Herzog in dieser Situation den Landtag auflösen und Neuwahlen ausschreiben werde. Dem war aber nicht so. Ende April trafen die fünf verbliebenen Deputierten zusammen, betrachteten sich als beschlussfähige Kammer und erkannten den 15 widerspenstigen Kollegen das Mandat ab. Die Steuern wurden im Sinne des Herzogs bewilligt.“
Die 15 oppositionellen Landesdeputierten blieben nicht untätig. Sie vervielfältigten ihre Resolution, jeder von ihnen erhielt 50 Exemplare und gab sie im Land weiter. Dies nutzte die feudale Regierung, um den Demokraten die öffentliche Verbreitung dieser Schrift vorzuwerfen. Hausdurchsuchungen wurden durchgeführt, Verhaftungen und Untersuchungen folgten. 1833 wurde Georg Hofmann zu sechs Monaten „Correctionshausstrafe“ verurteilt. Nach seiner Haftentlassung schloss sich Georg Hofmann dem von Paris auf Deutschland übergreifenden Bund der Geächteten an.
„Die politische Untergrundbewegung breitet sich auch in Nassau aus. Georg Hofmann war einer der führenden Köpfe der Republikaner, mit denen die Arbeiterbewegung ihren Einzug in Nassau hielt.“ 1841 wurde gegen Georg Hofmann und zwei weitere Hochheimer eine erneute Untersuchung wegen „Teilnahme an revolutionären Umtrieben“ eingeleitet.
Die demokratische Opposition musste neue Wege finden, sich zu organisieren. Georg Hofmann gründete 1845 in Hochheim einen demokratischen Turnverein, dem er als Präsident vorstand. „Im Turnverein, dessen Mitglieder größtenteils Handwerksgesellen waren, fanden radikaldemokratische und republikanische Ideen und Zielsetzungen viel Zuspruch.“ Georg Hofmann war darüber hinaus auch Initiator bei der Gründung von Turnvereinen in Höchst, Wicker und Erbenheim. 1849 gründete er in Hochheim die Schützengesellschaft und den Demokratischen Verein, dessen Präsident er ebenfalls war.

### Revolution von 1848
In einer ihrer ersten Nummern berichtet die in Wiesbaden erscheinende Freie Zeitung: „Der auf dem 2. März 1848 zu Wiesbaden abgehaltenen Volksversammlung war am 3. März die Erhebung des ganzen Landes gefolgt, und aus dem Herzogtum wälzten sich Tausende und Abertausende nach der Hauptstadt, um die Forderungen des Volkes durch ihre persönliche Anwesenheit zu unterstützen. Der Herzog weilte zu Besuch in Berlin, hörte von der Erhebung infolge des langsamen Nachrichtendienstes damaliger Zeit verspätet, machte sich aber dann sofort auf den Weg nachhause.“ Zusammen mit August Hergenhahn (1804–1874), Landesdeputierter und später Ministerpräsident, soll Georg Hofmann am 4. März 1848 Herzog Adolph in Wiesbaden die neun Forderungen der Nassauer zugestellt haben. „Der eben von Berlin über Eisenach in der größten Eile angekommene Herzog hat augenblicklich nach seiner Ankunft im Schloss vom Balkon herab folgende Wort gesprochen: ‚Nassauer! Die Forderungen, die ihr an mich gestellt habt, deren Gewährung euch mein Minister versprochen und meine Mutter und mein Bruder mit ihrem Namen verbürgt haben, genehmige ich und werde sie halten.‘“
Über eine große Volksversammlung, zu der Tausende von Menschen aus Mainz und Wiesbaden und der gesamten Umgebung am 11. Juni 1848 nach Hochheim kamen, berichtete am nächsten Tag das Freie Journal: „8000 Menschen trafen sich auf einem freien von Pappeln umschlossenen Platz, der am anderen Ende der Stadt im offenen Feld liegt“. In dem ausführlichen Bericht ist zu lesen, dass Georg Hofmann, „ein imposanter Mann mit weißem Haupt und Barte“, zum Leiter der Versammlung bestimmt wurde und Abgeordnete der Nationalversammlung und demokratische Vereinspolitiker als Redner aufgetreten seien. Die Petitionen der Versammlung wurden von Hofmann und dem Mainzer Schöppler unterzeichnet und der Nationalversammlung zugeleitet.
Am 18. März 1849 richteten Georg Hofmann und 28 weitere Hochheimer eine Erklärung an die verfassunggebende Reichsversammlung in Frankfurt, in der sie die Hauptpunkte nannten, „welche wir zu einer gedeihlichen Entwicklung der deutschen Zustände für unerläßlich halten“. In einem Aufruf riefen Bürgerwehr-Major Burgeff und Hofmann am 9. Mai 1849 die Bürger im Amt Hochheim und in den Nachbargemeinden dazu auf, mobile Legionen der Bürgerwehr zu bilden, um die Nationalversammlung zu schützen und das Vaterland gegen mögliche Angriffe zu verteidigen. Im Juni 1849 nahm Hofmann am Idsteiner Demokratenkongress teil.
Aufbauend auf den im Dezember 1848 vom Frankfurter Paulskirchenparlament verkündeten Grundrechten des deutschen Volkes wurde am 28. Dezember 1849 die nassauische Verfassung erlassen. 1851 wurden die Errungenschaften der 1848er Revolution aus der nassauischen Verfassung wieder entfernt.

### Späteres Leben
Nach der Niederlage der bürgerlichen Revolution hatte Georg Hofmann in der Reaktionsära mit wirtschaftlichen Sorgen zu kämpfen, hatte er sein Vermögen doch eingesetzt, um die Demokratiebewegung zu fördern. Nach dem Tod seiner vier Kinder verstarb 1851 seine Frau. Georg Hofmann blieb seinen demokratischen Idealen auf kommunaler Ebene treu und fiel in der Folge bei der Kommunalverwaltung in Ungnade.
1853 beschloss er noch einmal zu heiraten. Am 12. Oktober 1853 beantragte der „Wittwer und Rechtsanwalt Georg Hofmann die geneigte Gestattung für eine Wiederverehelichung mit Clara Diefenbusch aus Hochheim“. Seine Verlobte, Tochter des Ratsdieners Diefenbusch, sei 18 Jahre alt, und der „mangelnden Volljährigkeit würde nichts im Wege stehen und ihre Eltern unsere Verlobung eingesegnet haben“. Der Gemeinderat bewilligte den Antrag, doch zu einer Heirat kam es nicht mehr.
Am 17. November 1853 wurde Georg Hofmann im Hof seines Hauses tot aufgefunden. Er war von hinten mit einem Gewehr hingerichtet worden. Übermittelt ist folgende Beschreibung: „Seine Freunde fanden ihn im Hofe liegend, vor ihm stand Waschwasser, dabei lag Seife, neben ihm eine Flinte. Er hatte einen Schuss in den Rücken. Alle seine Bekannten waren der Meinung, dass er ein Opfer seiner politischen Tätigkeit geworden sei. Eine Untersuchung hat nicht stattgefunden. Da noch mehrere Hochheimer Turner verfolgt wurden, wird der Angabe Glauben beizumessen sein. Vermutungen gingen in Hochheim und Wicker um, aber Stillschweigen soll in dieser Zeit sehr ratsam gewesen sein.“ Sowohl im Kirchenbuch als auch im Zivilregister von Hochheim wurde als Todesursache Selbstmord eingetragen.
Am 19. November 1853 wurde Georg Hofmann in Hochheim ehrenvoll von der Bevölkerung bestattet.

## Ehrungen
Nach Georg Hofmann wurde 2010 die Sporthalle in Hochheim am Main benannt.